# 13th Anniversary Show
L'édition 2015 de Anniversary Show est une manifestation de catch (lutte professionnelle) en paiement à la séance, produite par la fédération américaine Ring of Honor (ROH), initialement diffusée en haute définition et en direct sur le câble et via satellite, aux États-Unis. Elle sera également disponible en ligne, sur le site d'hébergement de vidéos Ustream. Le pay-per-view (PPV) se déroulera le 1er mars 2015 au Orleans Hotel & Casino à Las Vegas, dans le Nevada. Ce spectacle est considéré comme un des pay-per-view majeurs de la ROH qui célèbre l'anniversaire de la fédération. Pour cette 13e édition de Anniversary Show, huit lutteurs de la ROH — Jay Briscoe, Alberto El Patrón, Jay Lethal, A.J. Styles, Tommaso Ciampa, Maria Kanellis ainsi que l'équipe reDRagon — sont présentés sur l'affiche promotionnelle.

## Production
| Autre personnel de la ROH présent | Autre personnel de la ROH présent |
| Rôle                              | Nom                               |
| --------------------------------- | --------------------------------- |
| Commentateurs                     |                                   |
| Kevin Kelly                       |                                   |
| Steve Corino                      |                                   |
| Nigel McGuinness                  |                                   |
| Annonceur de ring                 | Bobby Cruise                      |
| Correspondants                    | Larry Mercer                      |
| Correspondants                    | Mandy Leon                        |

À la suite du succès des deux premiers spectacles en paiement à la séance Best in the World et Final Battle, la Ring of Honor a décidé que cet évènement sera le troisième pay-per-view diffusé en direct et en haute définition sur le câble et le satellite, ainsi que sur le site de partages vidéo Ustream, le 1er mars 2015. Ce sera le premier spectacle en paiement à la séance de la fédération à se dérouler à Las Vegas. La durée prévue est d'environ trois heures, et le coût de l'événement est annoncé à 24,95 $ en paiement à la séance. Pour cela, la fédération déploie une liste de 63 fournisseurs, notamment DirecTV, Dish Network et Bell Canada Satellite, qui diffuseront cet évènement à travers les États-Unis et le Canada. Ce show sera également diffusé en ligne en vidéo à la demande dès la fin du spectacle.
Afin d'éviter toute concurrence, le spectacle se déroulera une semaine après le pay-per-view organisé par la WWE, Fast Lane 2015.

## Contexte
Les spectacles de la Ring of Honor en paiement à la séance sont constitués de matchs aux résultats prédéterminés par les scénaristes de la ROH. Ces rencontres sont justifiées par des storylines - une rivalité avec un catcheur, la plupart du temps - ou par des qualifications survenues au cours de shows précédant l'évènement. Tous les catcheurs possèdent un gimmick, c'est-à-dire qu'ils incarnent un personnage face (gentil) ou heel (méchant), qui évolue au fil des rencontres. Un pay-per-view comme Anniversary Show est donc un événement tournant pour les différentes storylines en cours.

### Jay Lethal contre Alberto El Patrón

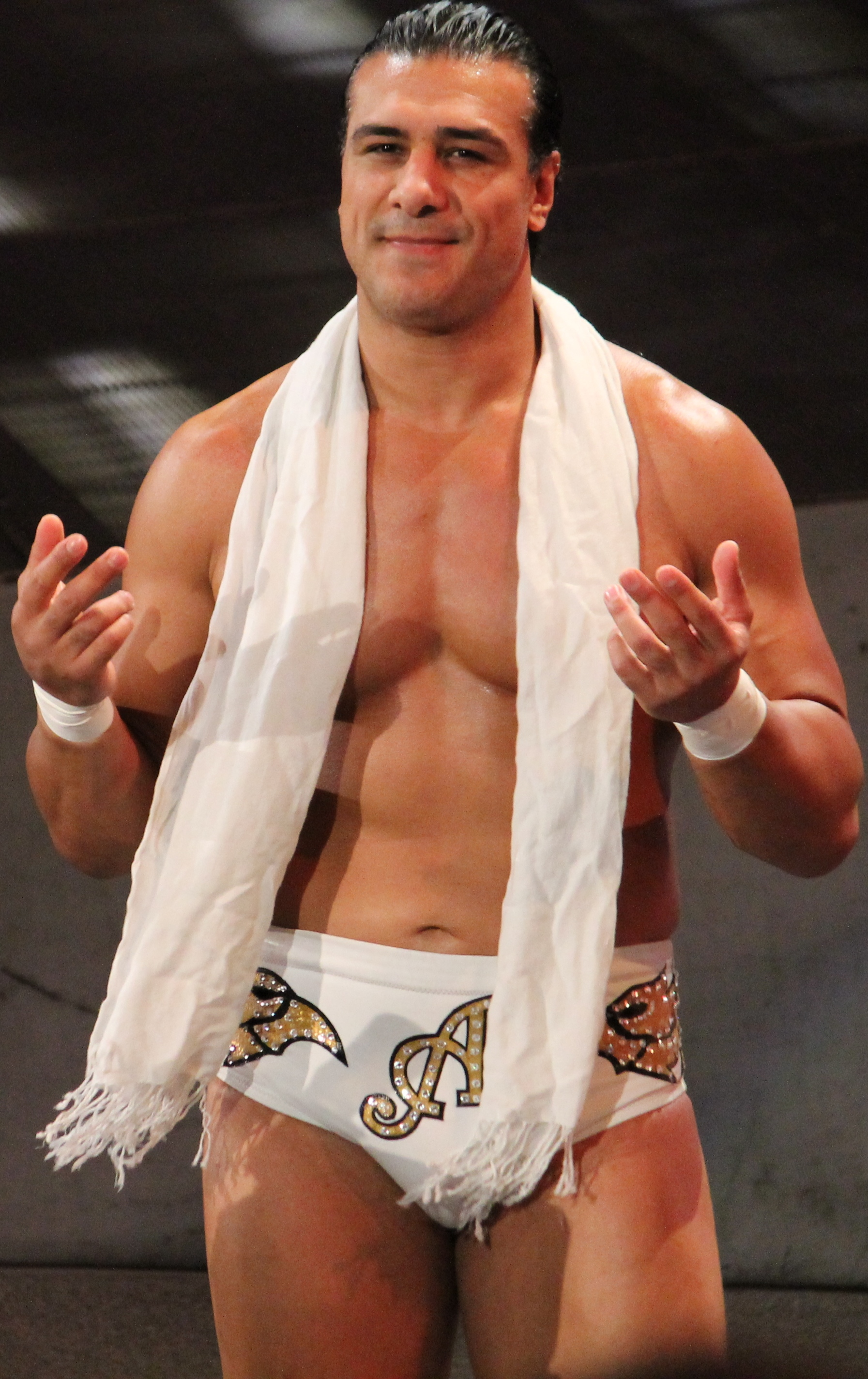
Alberto El Patrón affrontera pour ses débuts en pay-per-view Jay Lethal pour le titre de la télévision.

Le 3 janvier 2015, Alberto El Patrón fait ses débuts à la Ring of Honor. Il annonce sur le ring qu'il est venu ici pour affronter les meilleurs catcheurs au monde et pour remporter le titre mondial de la ROH. Jay Lethal l'interrompt en affirmant qu'il détient le titre le plus prestigieux de la fédération, le titre de la télévision de la ROH. Plus tard dans la soirée, Alberto El Patrón bat Christopher Daniels, mais se fait attaquer par Jay Lethal après le match. Le 28 janvier, la fédération annonce que les deux protagonistes s'affronteront pour le titre. Le 30 janvier, Jay Lethal conserve son titre en battant Roderick Strong. Alberto El Patrón vient confronter Jay Lethal après le match.

### Jay Briscoe contre Tommaso Ciampa contre Michael Elgin contre Hanson
Le 7 décembre, lors de Final Battle 2014, Michael Elgin bat Tommaso Ciampa. Le 3 janvier 2015, Nigel McGuinness annonce que Michael Elgin, Tommaso Ciampa et Hanson s'affrontent pour obtenir une opportunité pour le titre suprême de la fédération. Le match se termine en No-Contest. À la suite de cela, le champion Jay Briscoe déclare son envie d'affronter ses trois prétendants potentiels pour le titre de la ROH, requête qui est ensuite acceptée par la fédération. Le 30 janvier, Michael Elgin bat Mark Briscoe avec le Jay Driller,. Michael Elgin s'en prend à son adversaire du soir et Hanson et Tommaso Ciampa viennent participer à la bagarre. Le champion Jay Briscoe arrive ensuite pour sauver son frère. Le lendemain, le match entre Tommaso Ciampa et Michael Bennett est interrompu après intervention des membres de The Kingdom. Hanson débarque sur le ring pour sauver Tommaso Ciampa ; le match se transforme alors en match par équipe, avec la victoire de Tommaso Ciampa et Hanson sur Matt Taven et Michael Bennett. Le 21 février, Hanson remporte un Six Man Mayhem match dans lequel participait Tommaso Ciampa et Michael Elgin, ainsi que Jay Lethal, Cedric Alexander et Will Ferrara.

### reDRagon contre Young Bucks

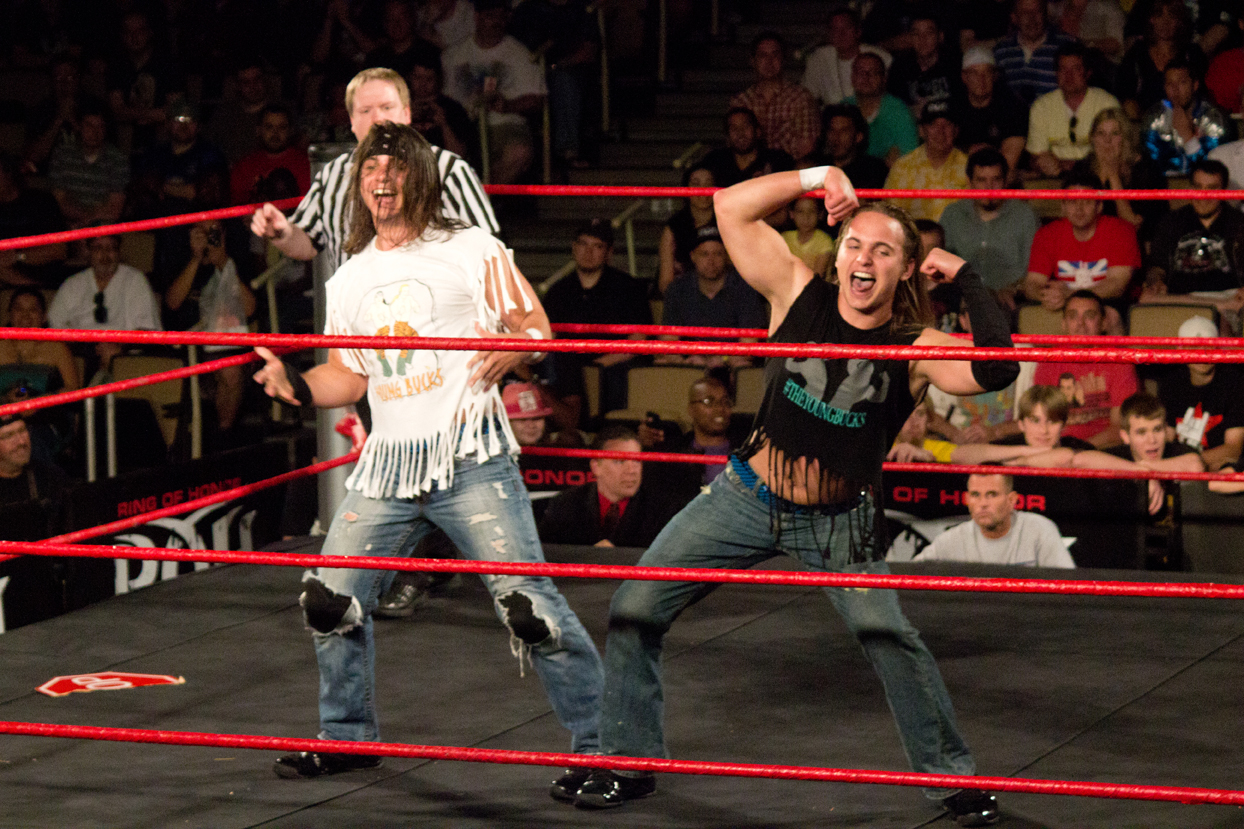
Les Young Bucks et les reDRagon seront une nouvelle fois face à face pour les titres par équipe.

Le 17 mai 2014, lors de War of the Worlds 2014, les reDRagon remportent les ceintures par équipe de la ROH au détriment des Young Bucks. Fin 2014, ce match a été élu comme étant le match de l'année 2014 par les fans de la fédération. Les Youngs Bucks tentent ensuite de reconquérir les titres par équipe lors de All-Star Extravanganza VI le 6 septembre dans un 2 out of 3 Falls Tag Team match, puis en participant le 22 novembre au Tag Wars Tournament, mais se font éliminer dès le premier tour par Matt Sydal et ACH. Le 24 janvier, les reDRagon annoncent durant le Fish Tank qu'ils affronteront les Young Bucks pour les ceintures par équipe. Durant ce segment, Kyle O'Reilly reçoit un superkick de la part des Young Bucks. Le 11 février, à Osaka, lors d'un spectacle organisé par la New Japan Pro Wrestling, les reDRagon perdent les ceintures poids-lourd junior par équipe IWGP au profit des Young Bucks, match qui comprenait également les Time Splitters (Alex Shelley & Kushida).

### ACH contre A.J. Styles

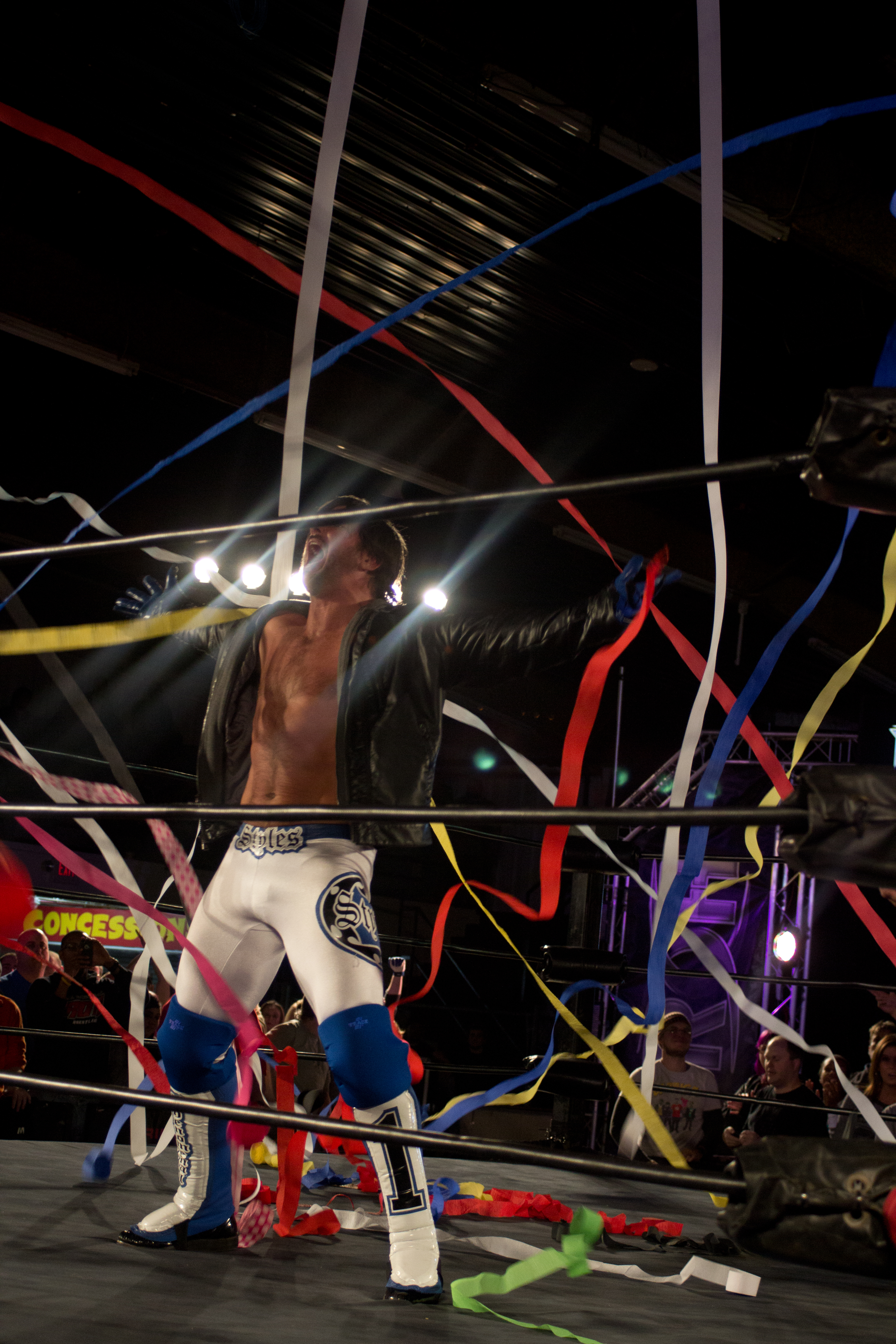
A.J. Styles affrontera ACH pour son retour en pay-per-view.

Le 24 janvier, ACH fait équipe avec Matt Sydal et Cedric Alexander et affrontent les Bullet Club (A.J. Styles et The Young Bucks (Nick Jackson & Matt Jackson)), match remporté par ces derniers après un Styles Clash sur ACH. Début février, lors du premier Five Questions With, ACH désire avoir une nouvelle chance de vaincre A.J. Styles et réclame au Matchmaker de la ROH Nigel McGuinness un match contre A.J. Styles, qui est confirmé par la fédération quelques jours après la diffusion de cette interview.

### Roderick Strong contre B.J. Whitmer
Le 25 octobre, Roderick Strong quitte le clan The Decade (en). Il entame ensuite une rivalité avec son ancien partenaire et protégé Adam Page, qui se conclut par une victoire de Roderick Strong le 7 décembre lors de Final Battle 2014. À la suite de cette confrontation, les membres de The Decade (en) affirment sur plusieurs clips vidéos que Roderick Strong est la personne la plus égocentrique qu'ils connaissent. Le 24 janvier 2015, Roderick Strong se fait attaquer par Adam Page et B.J. Whitmer après sa victoire sur Q.T. Marshall. Six jours plus tard, Roderick Strong perd contre Jay Lethal pour le titre de la télévision de la ROH, avec une intervention de B.J. Whitmer durant le match. Le lendemain, The Decade (en) attaque une nouvelle fois Roderick Strong après son match perdu face à Alberto El Patrón, qui vient aider son adversaire du soir contre ses assaillants.

### Maria Kanellis contre O.D.B.

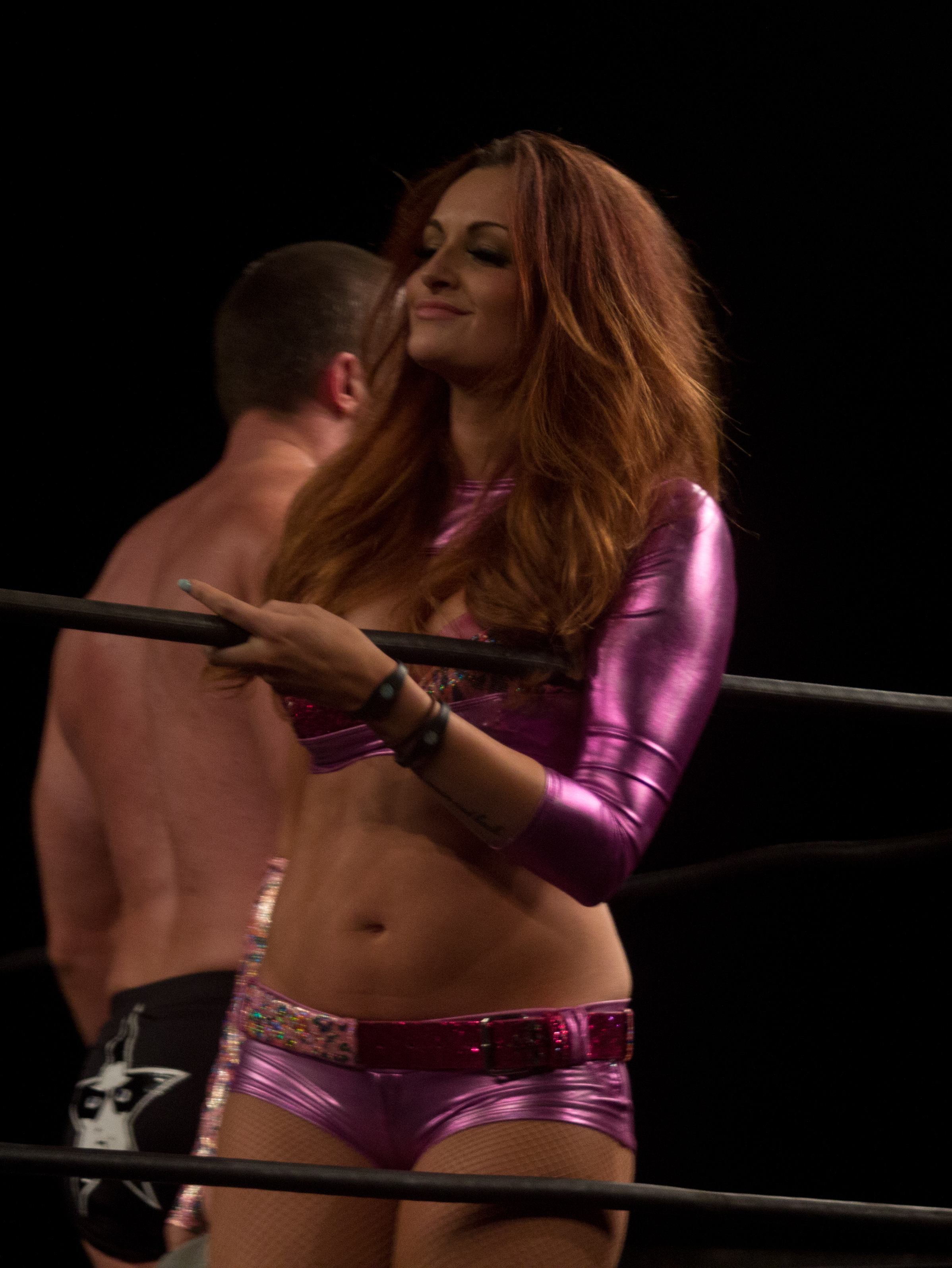
Maria Kanellis représentera The Kingdom dans son match contre O.D.B., qui défendra les couleurs des Briscoe Brothers.

Le 3 janvier 2015, O.D.B. fait ses débuts à la ROH en intervenant en faveur des Briscoe Brothers après une attaque de Michael Bennett sur Jay Briscoe. Le 24 janvier, The Kingdom (Michael Bennett, Matt Taven et Maria Kanellis) battent les Briscoe Brothers (Jay et Mark Briscoe) et O.D.B., après un superkick sur O.D.B. de la part de Matt Taven et Michael Bennett. Le 30 janvier, Jay Briscoe conserve son titre mondial de la ROH en rivant les épaules de Michael Bennett, le compagnon de Maria Kanellis.

### The Kingdom contre The Addiction contre Bullet Club
Lors du pay-per-view du 7 décembre Final Battle 2014, les membres de The Addiction ont fait équipe avec Cedric Alexander et ont perdu face à ACH et The Young Bucks, équipe faisant partie du clan Bullet Club. Christopher Daniels et Frankie Kazarian tenteront de prendre leur revanche sur deux autres membres du clan Bullet Club (Doc Gallows et Karl Anderson), avec les membres de The Kingdom (Michael Bennett et Matt Taven) qui participeront à ce match interpromotionnel.

### Mark Briscoe contre Moose
Le 7 décembre, lors de Final Battle 2014, Moose bat R.D. Evans, à la suite d'une trahison de Veda Scott (en). Le 24 janvier, le match entre Michael Elgin et Moose se termine en No-Contest. À la fin du match une bagarre éclate entre les deux protagonistes et les catcheurs Hanson, Tommaso Ciampa et les Briscoe Brothers, qui étaient venus pour s'introduire dans la rixe. Durant celle-ci, Mark Briscoe reçoit un spear de la part de Moose. Une semaine plus tard, après le match par équipe entre Matt Sydal et ACH et les Briscoe Brothers, Moose attaque tous les catcheurs présents sur le ring excepté ACH.

### Matt Sydal contre Cedric Alexander
Depuis son retour, Matt Sydal a tenté en vain de remporter le titre de la télévision de la ROH des mains de Jay Lethal à plusieurs reprises,. Afin de se replacer dans la course au titre, la fédération organise un match entre Matt Sydal et Cedric Alexander.

## Déroulement
Cette édition a été marquée par le retour de l'ancien champion du monde Samoa Joe. Raymond Rowe a également fait son retour en intervenant pendant le dernier match du spectacle.

## Résultats
| #                                                                | Matchs, | Stipulation                                                | Durée |
| ---------------------------------------------------------------- | --- | ---------------------------------------------------------- | ----- |
| Dark                                                             | The Decade (en) (Jimmy Jacobs & Adam Page) battent Reno Scum (Adam Thornstowe et Luster The Legend)                                       | Match simple                                               |       |
| 1                                                                | Matt Sydal bat Cedric Alexander | Match simple                                               | 9:39  |
| 2                                                                | Moose (avec Veda Scott (en) et Stokely Hathaway) bat Mark Briscoe                                                                         | Match simple                                               | 5:15  |
| 3                                                                | The Kingdom (Michael Bennett & Matt Taven) battent The Addiction (Christopher Daniels & Frankie Kazarian) et Bullet Club (Karl Anderson), | Triple Threat Tag Team match                               | 11:58 |
| 4                                                                | Roderick Strong bat B.J. Whitmer (avec Jimmy Jacobs et Adam Page)                                                                         | Match simple                                               | 11:00 |
| 5                                                                | O.D.B. (avec Mark Briscoe) bat Maria Kanellis (avec Michael Bennett)                                                                      | Match simple                                               | 5:20  |
| 6                                                                | A.J. Styles bat ACH | Match simple                                               | 15:30 |
| 7                                                                | reDRagon (Kyle O'Reilly & Bobby Fish) (avec Shayna Baszler) (c) battent The Young Bucks (Nick Jackson & Matt Jackson)                     | Match par équipe pour les ROH World Tag Team Championship  | 15:41 |
| 8                                                                | Jay Lethal (c) bat Alberto El Patrón | Match simple pour le ROH World Television Championship     | 12:34 |
| 9                                                                | Jay Briscoe (c) bat Michael Elgin, Tommaso Ciampa et Hanson                                                                               | Four Corners Survival match pour le ROH World Championship | 16:22 |
| (c) désigne le(s) champion(s) défendant son titre dans le match. | |                                                            |       |